# Foraminifer
Foraminiferele (foramen=orificiu, "fer"=purtător) sunt protozoare care se acoperă cu o cochilie, fie din carbonat de calciu, fie organică sau din siliciu. Cochilia este la multe specii imparțită în camere separate prin pereți cu un orificiu (de unde numele). Cu timpul numărul de camere crește. Organismul are o anumită mobilitate datorită unor pseudopode din citoplasmă. Sunt cunoscute circa 275000 de specii fosile sau vii. Mărimea variază de la mai puțin de 1 mm până la 19 cm. Formele fosilelor pot fi urmărite până in cambrian. Sedimentele de origine marină sunt în mare parte compuse din cochiliile lor. Varietatea lor permite să fie folosite în stabilirea vârstei rocilor (stratigrafie) și reconstituirea condițiilor de mediu în care au trăit. Sunt utilizate pentru prospecțiunea și explorarea resurselor de hidrocarburi sau monitorizarea poluării mediilor marine actuale.